# Unión Interparlamentaria
La Unión Interparlamentaria (UIP), fundada el 30 de junio de 1889 por Frédéric Passy y William Randal Cremer, es la organización internacional de los parlamentos. Como tal, es la única organización que representa a la rama legislativa de los gobiernos en una escala mundial.  A diferencia de otras organizaciones internacionales, no es una Organización intergubernamental sino una institución para el fomento de la cooperación entre los parlamentos entre sí. Trabaja bajo el sistema de Naciones Unidas, y su propósito fundamental es lograr la paz, la cooperación entre los pueblos y la consolidación de las instituciones representativas a través del diálogo político. Es considerada como la organización política internacional pionera, cuenta con 178 parlamentos nacionales afiliados y 12 asambleas parlamentarias regionales asociadas.
Actualmente, la UIP es el principal interlocutor parlamentario de las Naciones Unidas y lleva la voz de los parlamentos a los procesos de toma de decisión de las Naciones Unidas, presentando regularmente sus resoluciones a la Asamblea General, realizando declaraciones, participando en debates y organizando reuniones parlamentarias sobre los temas claves de la agenda de la ONU. En reconocimiento a este importante rol, en 2002 las Naciones Unidas le otorgaron el estatus de observador permanente.

## Sede
Según el artículo 2° de los Estatutos de la Unión Interparlamentaria Mundial, su sede está ubicada en Ginebra, Suiza.

## Objetivos
La UIP comparte los objetivos de las Naciones Unidas, apoya sus esfuerzos y trabaja en estrecha cooperación con ella. Coopera asimismo con las organizaciones
interparlamentarias regionales y con las organizaciones internacionales, intergubernamentales y no gubernamentales que se inspiran en los mismos ideales. Tiene los siguientes objetivos:
- Favorecer los contactos, la coordinación y el intercambio de experiencias entre los parlamentos y los parlamentarios de todos los países;
- Examinar cuestiones de interés internacional y pronunciarse respecto de ellas con el fin de generar la acción de los Parlamentos y de sus miembros;
- Contribuir a la defensa y a la promoción de los derechos humanos, que tienen un alcance universal y cuyo respeto es un factor esencial de la democracia parlamentaria y del desarrollo;
- Contribuir a un mejor conocimiento del funcionamiento de las instituciones representativas y a reforzar y desarrollar sus medios de acción.

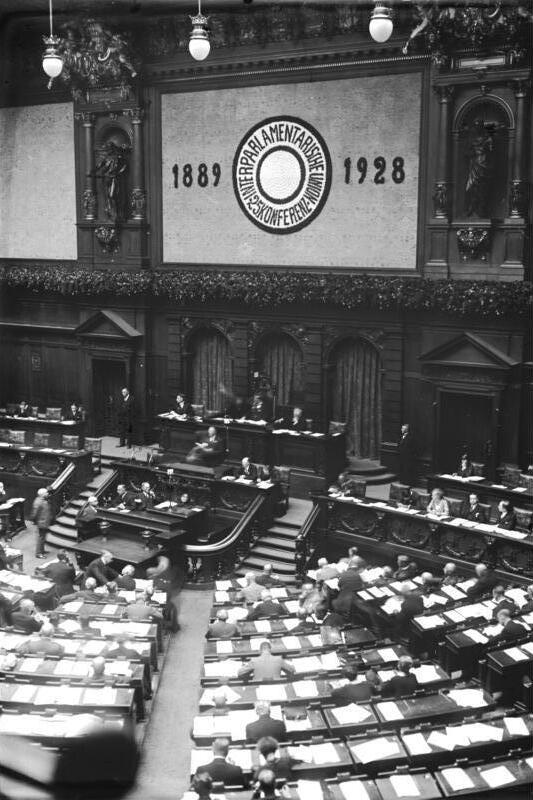
28° Asamblea General de la UIP celebrada en Berlín 1928 en la sede del Reichstag (Parlamento Alemán).

## Línea de Trabajo
El mandato de la UIP se concentra en 5 líneas de trabajo específicas:
- El establecimiento de normas y directrices para los parlamentos.
- La formación y capacitación de los parlamentarios.
- La promoción y protección de los Derechos Humanos.
- La igualdad de género en política.
- Elaboración de la agenda del desarrollo y del buen gobierno.

## Miembros

### Estados miembros
La UIP está conformada por la representación de los parlamentos de sus 178 Estados miembros. Desde el 2001, todo Parlamento constituido de conformidad con las leyes de un Estado soberano, cuya población representa y en cuyo territorio funciona, puede solicitar la membresía de la Unión Interparlamentaria. Un Grupo Nacional que representa a un Parlamento de este tipo y que está afiliado podrá optar por permanecer como miembro de la UIP. Cualquier Parlamento constituido en conformidad con la ley fundamental de una entidad territorial cuya vocación estatal es reconocida por las Naciones Unidas y que goza del estatus de observador permanente ante las Naciones Unidas, con derechos y privilegios adicionales importantes, puede también ser Miembro de la Unión Interparlamentaria. En los Estados federales, solo el Parlamento federal puede solicitar la membresía a la Unión Interparlamentaria. Todo Miembro de la UIP deberá adherirse a los principios de la UIP y cumplir sus estatutos. Las asambleas parlamentarias internacionales, constituidas en virtud de un acuerdo internacional por Estados representados en la UIP, pueden, si así lo solicitan y tras consultar con los Miembros interesados de la UIP, ser admitidas por el Consejo Directivo en calidad de Miembros Asociados. Los parlamentos de algunos estados como Bahamas, Barbados, Belice, Dominica, Estados Unidos, Granada, Islas Salomón, Jamaica, Liberia, Puerto Rico, San Cristóbal y Nieves, entre otros, no son miembros de la Unión Interparlamentaria Mundial por decisión propia. Asimismo, la Unión Interparlamentaria Mundial ha extendido la invitación a los parlamentos de estados con reconocimiento limitado, zonas en disputa o autogobiernos como Azad Cachemira, Aksai Chin y/o Sahara Occidental, sin embargo dichos parlamentos no han accedido a integrarse al organismo por conflictos internos.

### Parlamentos regionales
En la actualidad hay doce parlamentos regionales asociados a la UIP, que son los siguientes:
- Asamblea Interparlamentaria de la Comunidad de Estados Independientes
- Asamblea Legislativa de África Oriental (EALA)
- Asamblea Parlamentaria del Consejo de Europa (PACE)
- Asamblea Parlamentaria de la Cooperación Económica del Mar Negro (PABSEC)
- Comité Interparlamentario de la Unión Económica y Monetaria de África Occidental (UEMOA)
- Parlamento Andino
- Parlamento Árabe
- Parlamento Centroamericano (PARLACEN)
- Parlamento de la Comunidad Económica y Monetaria de África Central (CEMAC)
- Parlamento de la Comunidad Económica de Estados de África Occidental (CEDEAO)
- Parlamento Europeo (PE)
- Parlamento Latinoamericano y del Caribe (PARLATINO)

## Órganos
Los órganos de la Unión Interparlamentaria son: la Asamblea, el Consejo Directivo, el Comité Ejecutivo y la Secretaría.

## Asamblea
La Unión Interparlamentaria se reunirá en Asamblea dos veces por año, para debatir los asuntos que, todos los temas que son de competencia de la UIP, y formulará sobre ellos recomendaciones que expresen la opinión de la Organización. La Asamblea estará integrada por parlamentarios designados en calidad de delegados por los Miembros de la UIP. Los Miembros deben incluir en sus delegaciones parlamentarios hombres y mujeres y se esforzarán en asegurar su representación igualitaria. El número de miembros del Parlamento delegados a la Asamblea por un Miembro de la UIP varía según la población del estado, no podrá, en ningún caso, ser superior a ocho para los Parlamentos de países cuya población es inferior a 100 millones de habitantes y a 10 para los Parlamentos de países cuya población sea igual o superior a dicha cifra. El lugar y la fecha de cada Asamblea serán fijados por el Consejo Directivo. En circunstancias excepcionales, el Consejo Directivo podrá decidir el cambio del lugar y la fecha de la Asamblea o que no se reúna. En caso de urgencia, la presidenta o el presidente de la Unión Interparlamentaria podrá tomar esta decisión de acuerdo con el Comité Ejecutivo.

### Asambleas de la UIP
Hasta el año 2018, se han celebrado 138 asambleas, siendo celebrada la primera en la ciudad de París, Francia en 1889. En la ciudad de Ginebra en Suiza, sede de la UIP, se han celebrado la mayoría de asambleas, un total de 18. Suiza es el país que más asambleas ha albergado con un total de 22 asambleas. En Alemania se han celebrado 5 asambleas, en cada una de ellas el nombre de esa república cambió; primero fue como Imperio Alemán, luego como República de Weimar, después durante la división alemana, primero en la Alemania Occidental, luego en Alemania Oriental, y posteriormente como Alemania. Desde el año de 1984, se celebran dos asambleas por año. Asimismo la asamblea de la UIP se ha celebrado en todos los continentes. A continuación la lista de las asambleas celebradas:
| Orden | Lugar               | País                  | Año  |
| ----- | ------------------- | --------------------- | ---- |
| 141°  | Belgrado            | Serbia                | 2019 |
| 140°  | Doha                | Catar                 | 2019 |
| 139°  | Ginebra             | Suiza                 | 2018 |
| 138°  | Ginebra             | Suiza                 | 2018 |
| 137°  | San Petersburgo     | Rusia                 | 2017 |
| 136°  | Daca                | Bangladés             | 2017 |
| 135°  | Ginebra             | Suiza                 | 2016 |
| 134°  | Lusaka              | Zambia                | 2016 |
| 133°  | Ginebra             | Suiza                 | 2015 |
| 132°  | Hanói               | Vietnam               | 2015 |
| 131°  | Ginebra             | Suiza                 | 2014 |
| 130°  | Ginebra             | Suiza                 | 2014 |
| 129°  | Ginebra             | Suiza                 | 2013 |
| 128°  | Quito               | Ecuador               | 2013 |
| 127°  | Quebec              | Canadá                | 2012 |
| 126°  | Kampala             | Uganda                | 2012 |
| 125°  | Berna               | Suiza                 | 2011 |
| 124°  | Ciudad de Panamá    | Panamá                | 2011 |
| 123°  | Ginebra             | Suiza                 | 2010 |
| 122°  | Bangkok             | Tailandia             | 2010 |
| 121°  | Ginebra             | Suiza                 | 2009 |
| 120°  | Adís Abeba          | Etiopía               | 2009 |
| 119°  | Ginebra             | Suiza                 | 2008 |
| 118°  | Ciudad del Cabo     | Sudáfrica             | 2008 |
| 117°  | Ginebra             | Suiza                 | 2007 |
| 116°  | Bali                | Indonesia             | 2007 |
| 115°  | Ginebra             | Suiza                 | 2006 |
| 114°  | Nairobi             | Kenia                 | 2006 |
| 113°  | Ginebra             | Suiza                 | 2005 |
| 112°  | Manila              | Filipinas             | 2005 |
| 111°  | Ginebra             | Suiza                 | 2004 |
| 110°  | México              | México                | 2004 |
| 109°  | Ginebra             | Suiza                 | 2003 |
| 108°  | Santiago de Chile   | Chile                 | 2003 |
| 107°  | Marrakech           | Marruecos             | 2002 |
| 106°  | Uagadugú            | Burkina Faso          | 2001 |
| 105°  | La Habana           | Cuba                  | 2001 |
| 104°  | Yakarta             | Indonesia             | 2000 |
| 103°  | Amán                | Jordania              | 2000 |
| 102°  | Berlín              | Alemania              | 1999 |
| 101°  | Bruselas            | Bélgica               | 1999 |
| 100°  | Moscú               | Unión Soviética       | 1998 |
| 99°   | Windhoek            | Namibia               | 1998 |
| 98°   | El Cairo            | Egipto                | 1997 |
| 97°   | Seúl                | Corea del Sur         | 1997 |
| 96°   | Pekín               | China                 | 1996 |
| 95°   | Estambul            | Turquía               | 1996 |
| 94°   | Bucarest            | Rumania               | 1995 |
| 93°   | Madrid              | España                | 1995 |
| 92°   | Copenhague          | Dinamarca             | 1994 |
| 91°   | París               | Francia               | 1994 |
| 90°   | Camberra            | Australia             | 1993 |
| 89°   | Nueva Delhi         | India                 | 1993 |
| 88°   | Estocolmo           | Suecia                | 1992 |
| 87°   | Yaundé              | Camerún               | 1992 |
| 86°   | Santiago de Chile   | Chile                 | 1991 |
| 85°   | Pionyang            | Corea del Norte       | 1991 |
| 84°   | Punta del Este      | Uruguay               | 1990 |
| 83°   | Nicosia             | Chipre                | 1990 |
| 82    | Londres             | Reino Unido           | 1989 |
| 81°   | Budapest            | Hungría               | 1989 |
| 80°   | Sofía               | Bulgaria              | 1988 |
| 79°   | Ciudad de Guatemala | Guatemala             | 1988 |
| 78°   | Bangkok             | Tailandia             | 1987 |
| 77°   | Managua             | Nicaragua             | 1987 |
| 76°   | Buenos Aires        | Argentina             | 1986 |
| 75°   | Ciudad de México    | México                | 1986 |
| 74°   | Ottawa              | Canadá                | 1985 |
| 73°   | Lomé                | Togo                  | 1985 |
| 72°   | Ginebra             | Suiza                 | 1984 |
| 71°   | Ginebra             | Suiza                 | 1984 |
| 70°   | Seúl                | Corea del Sur         | 1983 |
| 69°   | Roma                | Italia                | 1982 |
| 68°   | La Habana           | Cuba                  | 1981 |
| 67°   | Berlín              | Alemania Oriental     | 1980 |
| 66°   | Caracas             | Venezuela             | 1979 |
| 65°   | Bonn                | Alemania Occidental   | 1978 |
| 64°   | Sofía               | Bulgaria              | 1977 |
| 63°   | Madrid              | España                | 1976 |
| 62°   | Londres             | Reino Unido           | 1975 |
| 61°   | Tokio               | Japón                 | 1974 |
| 60°   | Roma                | Italia                | 1972 |
| 59°   | París               | Francia               | 1971 |
| 58°   | La Haya             | Países Bajos          | 1970 |
| 57°   | Nueva Delhi         | India                 | 1969 |
| 56°   | Lima                | Perú                  | 1968 |
| 55°   | Teherán             | Irán                  | 1966 |
| 54°   | Ottawa              | Canadá                | 1965 |
| 53°   | Copenhague          | Dinamarca             | 1964 |
| 52°   | Belgrado            | Yugoslavia            | 1963 |
| 51°   | Brasilia            | Brasil                | 1962 |
| 50°   | Bruselas            | Bélgica               | 1961 |
| 49°   | Tokio               | Japón                 | 1960 |
| 48°   | Varsovia            | Polonia               | 1959 |
| 47°   | Río de Janeiro      | Brasil                | 1958 |
| 46°   | Londres             | Reino Unido           | 1957 |
| 45°   | Bangkok             | Tailandia             | 1956 |
| 44°   | Helsinki            | Finlandia             | 1955 |
| 43°   | Viena               | Austria               | 1954 |
| 42°   | Washington D. C.    | Estados Unidos        | 1953 |
| 41°   | Berna               | Suiza                 | 1952 |
| 40°   | Estambul            | Turquía               | 1951 |
| 39°   | Dublín              | Irlanda               | 1950 |
| 38°   | Estocolmo           | Suecia                | 1949 |
| 37°   | Roma                | Italia                | 1948 |
| 36°   | El Cairo            | Egipto                | 1947 |
| 35°   | Oslo                | Noruega               | 1939 |
| 34°   | La Haya             | Países Bajos          | 1938 |
| 33°   | París               | Francia               | 1937 |
| 32°   | Budapest            | Reino de Hungría      | 1936 |
| 31°   | Bruselas            | Bélgica               | 1935 |
| 30°   | Estambul            | Turquía               | 1934 |
| 29°   | Madrid              | España                | 1933 |
| 28°   | Ginebra             | Suiza                 | 1932 |
| 27°   | Bucarest            | Rumania               | 1931 |
| 26°   | Londres             | Reino Unido           | 1930 |
| 25°   | Berlín              | República de Weimar   | 1928 |
| 24°   | París               | Francia               | 1927 |
| 23°   | Washington D. C.    | Estados Unidos        | 1925 |
| 23°   | Ottawa              | Canadá                | 1925 |
| 22°   | Berna               | Suiza                 | 1924 |
| 21°   | Copenhague          | Dinamarca             | 1923 |
| 20°   | Viena               | Austria               | 1922 |
| 19°   | Estocolmo           | Suecia                | 1921 |
| 18°   | La Haya             | Países Bajos          | 1913 |
| 17°   | Ginebra             | Suiza                 | 1912 |
| 16°   | Bruselas            | Bélgica               | 1910 |
| 15°   | Berlín              | Imperio alemán        | 1908 |
| 14°   | Londres             | Reino Unido           | 1906 |
| 13°   | Bruselas            | Bélgica               | 1905 |
| 12°   | San Luis            | Estados Unidos        | 1904 |
| 11°   | Viena               | Imperio Austrohúngaro | 1903 |
| 10°   | París               | Francia               | 1900 |
| 9°    | Cristianía          | Suecia-Noruega        | 1899 |
| 8°    | Bruselas            | Bélgica               | 1897 |
| 7°    | Budapest            | Imperio Austrohúngaro | 1896 |
| 6°    | Bruselas            | Bélgica               | 1895 |
| 5°    | La Haya             | Países Bajos          | 1894 |
| 4°    | Berna               | Suiza                 | 1892 |
| 3°    | Roma                | Italia                | 1891 |
| 2°    | Londres             | Reino Unido           | 1890 |
| 1°    | París               | Francia               | 1889 |

## Consejo directivo

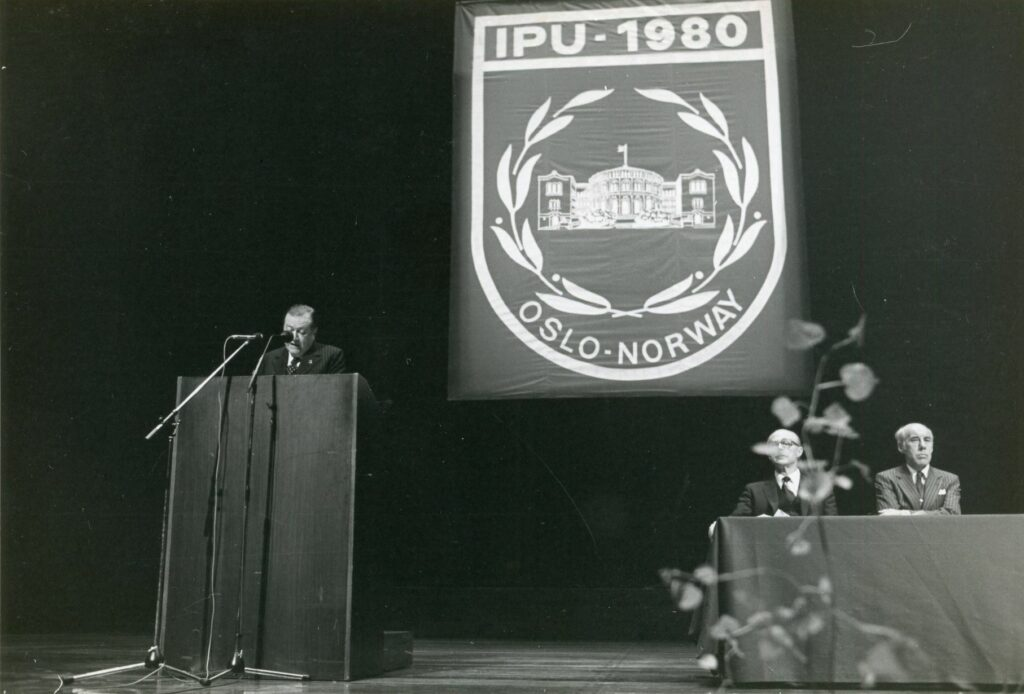
Rafael Caldera, presidente de la UIP 1979-1982, durante la conferencia de primavera de 1980 en Oslo, Noruega.

El Consejo Directivo estará integrado por tres representantes de cada estado miembro de la UIP. El mandato de un miembro del Consejo Directivo se prolongará desde una Asamblea hasta la siguiente. Se reunirá normalmente dos veces por año, sin embargo, podrá ser convocado en reunión extraordinaria por la presidenta o presidente cuando lo estime necesario o cuando lo pida el comité ejecutivo o al menos la cuarta parte de los miembros del Consejo Directivo. Asimismo es el encargado de escoger al presidente y al secretario general de la organizacvión. Es asistido en su labor entre las sesiones estatutarias por un grupo de seis vicepresidentes representantes de cada uno de los grupos geopolíticos y nombrados entre los miembros del Comité Ejecutivo por un mandato renovable de un año. Entre las funciones del consejo directivo están:
- Decidir sobre la admisión o readmisión de Miembros de la UIP, así como la suspensión de la afiliación de los mismos.
- Fijar el lugar y la fecha de la Asamblea de la UIP.
- Proponer la presidenta o el presidente de la Asamblea.
- Decidir la organización de otras reuniones interparlamentarias de la UIP y la creación de comités ad hoc para el examen de problemas específicos, así como fijar sus modalidades y pronunciarse sobre sus conclusiones.
- Fijar el número y el mandato de las Comisiones Permanentes de la Asamblea.
- Crear comités ad hoc o especiales y grupos de trabajo, velando para asegurar el equilibrio geopolítico, geográfico (regional y subregional) y en el número de hombres y mujeres que los compongan.
- Establecer las categorías de observadores en las reuniones de la UIP, así como sus derechos y responsabilidades, y decidir qué organizaciones internacionales y otras entidades tendrán el estatuto de observador habitual en las reuniones de la UIP; e invitar además de modo ocasional a observadores que puedan contribuir al examen de un punto determinado que figure en el orden del día de la Asamblea.
- Adoptar anualmente el programa de actividades y el presupuesto de la UIP y fijar la escala de las contribuciones.
- Aprobar cada año las cuentas del ejercicio anterior, previa recomendación de dos Auditoras o Auditores de Cuentas designados entre sus miembros.
- Autorizar la aceptación de donaciones y legados.
- Elegir a los miembros del Comité Ejecutivo.
- Nombrar a la Secretaria o Secretario General de la UIP.
- Adoptar su reglamento y emitir opiniones sobre las propuestas de reforma de los estatutos.

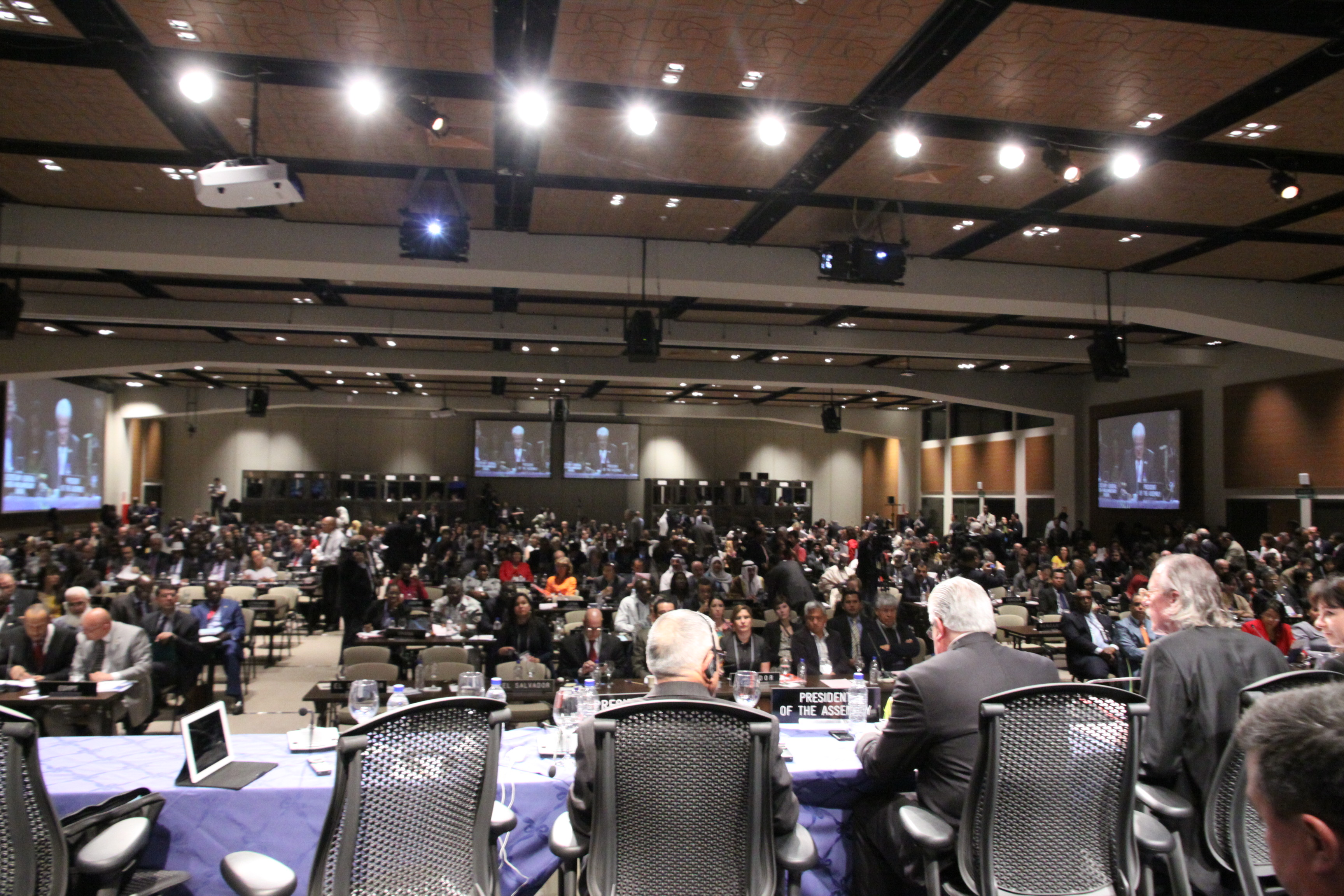
128° Asamblea General de la UIP celebrada en Quito en marzo de 2013

### Presidente
El consejo directivo elegirá a una presidenta o presidente de la Unión Interparlamentaria por un período de tres años. El cual es el jefe político de 
la organización y preside por derecho propio el consejo directivo y el comité ejecutivo.

### Presidentes de la UIP
A lo largo de su historia, la UIP ha tenido 29 presidentes, los cuales se mencionan a continuación:
| Presidentes de la Unión Interparlamentaria |                                |                     |                |                    |               |
| Orden                                      | Presidente                     | País                | Inicio         | Fin                | Duración      |
| -                                          | Frédéric Passy                 | Francia             | 1899           | 1909               | 10 años       |
| 1                                          | Auguste Beernaert              | Bélgica             | 1909           | 1912               | 4 años        |
| 2                                          | Lord Weardale                  | Reino Unido         | 1912           | 1922               | 10 años       |
| 3                                          | Theodor Adelsward              | Suecia              | 1922           | 1928               | 6 años        |
| 4                                          | Fernand Bouisson               | Francia             | 1928           | 1934               | 6 años        |
| 5                                          | Henri Carton de Wiart          | Bélgica             | 1934           | 1947               | 13 años       |
| 6                                          | Viscount Stansgate             | Reino Unido         | 1947           | 1957               | 10 años       |
| 7                                          | Giuseppe Codacci-Pisanelli     | Italia              | 1957           | 1962               | 5 años        |
| 8                                          | Ranieri Mazzilli               | Brasil              | 1962           | 1967               | 3 años        |
| 9                                          | Abderrahman Abdennebi          | Túnez               | 1967           | 1968               | 1 año 6 meses |
| 10                                         | André Chandernagor             | Francia             | 1968           | 1973               | 5 años        |
| 11                                         | Gurdial Singh Dhillon          | India               | 1973           | 1976               | 3 años        |
| 12                                         | Sir Thomas Williams            | Reino Unido         | 1976           | 1979               | 3 años        |
| 13                                         | Rafael Caldera                 | Venezuela           | 1979           | 1982               | 3 años        |
| 14                                         | Johannes Virolainen            | Finlandia           | septiembre1982 | marzo de 1983      | 6 meses       |
| 15                                         | Emile Cuvelier                 | Bélgica             | marzo de 1983  | octubre de 1983    | 7 meses       |
| 16                                         | Izz El Din El Sayed            | Sudán               | 1983           | abril de 1985      | 3 años        |
| 17                                         | John Page                      | Reino Unido         | abril de 1985  | septiembre de 1985 | 5 meses       |
| 18                                         | Hans Stercken                  | Alemania Occidental | 1985           | 1988               | 3 años        |
| 19                                         | Daouda Sow                     | Senegal             | 1988           | 1991               | 3 años        |
| 20                                         | Michael Marshall               | Reino Unido         | 1991           | 1994               | 3 años        |
| 21                                         | Ahmed Fathi Sorour             | Egipto              | 1994           | 1997               | 3 años        |
| 22                                         | Miguel Ángel Martínez Martínez | España              | 1997           | 1999               | 3 años        |
| 23                                         | Najma Heptulla                 | India               | 1999           | 2002               | 3 años        |
| 24                                         | Sergio Páez Verdugo            | Chile               | 2002           | 2005               | 3 años        |
| 25                                         | Pier Ferdinando Casini         | Italia              | 2005           | 2008               | 3 años        |
| 26                                         | Theo- Ben Gurirab              | Namibia             | 2008           | 2011               | 3 años        |
| 27                                         | Abdelwahad Radi                | Marruecos           | 2011           | 2014               | 3 años        |
| 28                                         | Saber Chowdhury                | Bangladés           | 2014           | 2017               | 3 años        |
| 29                                         | Gabriela Cuevas Barron         | México              | 2017           | 2020               | 3 años        |

## Comité ejecutivo
El Comité Ejecutivo es el órgano administrativo de la Unión Interparlamentaria, y está integrado por la presidenta o presidente de la Unión Interparlamentaria y 15 miembros elegidos pertenecientes a Parlamentos diferentes, así como por la presidenta de la Mesa de las Mujeres Parlamentarias y la presidenta o el presidente de la mesa directiva del Foro de Jóvenes Parlamentarios. Los 15 cargos electivos serán asignados a los grupos geopolíticos aplicando el sistema San Laguë al número total de votos de que disponen sus miembros ante la Asamblea.

### Secretaría
La Secretaría de la UIP está constituida por la totalidad de los funcionarios de la organización bajo la dirección de la secretaria o secretario general de la UIP que nombre el Consejo Directivo. Sus funciones las ejerce bajo el control del Comité Ejecutivo, y las mismas le son conferidas de conformidad con los Estatutos, sin embargo deberá cumplir con las siguientes funciones obligatorias:
- Contratar al personal necesario en el marco del presupuesto aprobado por el Consejo Directivo e informará al Comité Ejecutivo de dichos nombramientos y los ceses.
- Asistir a las sesiones de los órganos de la UIP y a todas las reuniones convocadas por la UIP.
- En caso de no poder asistir a las reuniones, designar a otro miembro de la secretaría, previa consulta.
- Preparar cada año, con objeto de someterlo al Comité Ejecutivo, un proyecto de programa de trabajo acompañado de un proyecto de presupuesto.
- Dar cuenta cada año, al Comité Ejecutivo de los trabajos de la Secretaría de la UIP.
- Dar ejecución al presupuesto de la UIP y de administrar su patrimonio.
- Retirar los fondos necesarios para los pagos de la UIP.

### Secretario General
Es quien dirige la totalidad del personal de la Organización . Es designado(a) por el Consejo Directivo a propuesta del Comité Ejecutivo por una duración de cuatro años y es reelegible dos veces, tiene la obligación de trabajar exclusivamente para la Unión Interparlamentaria y no puede ser miembro de ningún Parlamento.
A lo largo de su historia, la UIP ha tenido 8 secretarios generales, incluyendo los ganadores del Premio Nobel de la Paz: Albert Gobat y Christian Lange; a continuación se menciona la lista de secretarios generales de la UIP:
| Orden | Presidente         | País    | Inicio | Fin         | Duración |
| ----- | ------------------ | ------- | ------ | ----------- | -------- |
| 1     | Albert Gobat       | Suiza   | 1892   | 1909        | 17 años  |
| 2     | Christian Lange    | Noruega | 1909   | 1933        | 24 años  |
| 3     | Leopold Boissier   | Suiza   | 1933   | 1953        | 20 años  |
| 4     | André de Blonay    | Suiza   | 1953   | 1970        | 17 años  |
| 5     | Pio-Carlo Terenzio | Italia  | 1970   | 1986        | 16 años  |
| 6     | Pierre Cornillon   | Francia | 1987   | 1998        | 11 años  |
| 7     | Anders B. Johnsson | Suecia  | 1998   | 2014        | 16 años  |
| 29    | Martin Chungong    | Camerún | 2014   | en el cargo | -        |

### Foro de mujeres parlamentarias
El Foro de Mujeres Parlamentarias es un órgano permanente de la UIP integrado por todas las mujeres que sean miembros de los Parlamentos nacionales designadas como delegadas en las reuniones estatutarias de la UIP Está destinado a reforzar la representación de los mujeres en los parlamentos y en la UIP, en términos cuantitativos y cualitativos. El Foro de las Mujeres Parlamentarias tendrá lugar el día que preceda a la apertura de la Asamblea, y se reunirá de forma subsiguiente en ocasión de las dos sesiones anuales de la Asamblea y dará cuenta de sus trabajos al Consejo Directivo y elegirá a la presidenta de la sesión entre las mujeres miembros del parlamento que acoge la reunión. Sus objetivos son los siguientes:
1. Favorecer los contactos y la coordinación entre las mujeres parlamentarias respecto a todas las cuestiones de interés común.
2. Favorecer la democracia promoviendo la paridad y la asociación entre hombres y mujeres en todos los sectores, en particular en la vida política, y fomentar y apoyar la acción de la Unión Interparlamentaria a esos efectos.
3. Con ese mismo espíritu, fomentar y favorecer la participación de las mujeres parlamentarias en los trabajos de la Unión Interparlamentaria y facilitar su

representación equitativa en todos los niveles de responsabilidad dentro de la Organización.
1. Proceder al estudio preliminar de ciertas cuestiones examinadas por la Asamblea o por el Consejo Directivo y, si corresponde, preparar recomendaciones sobre esos temas.
2. Establecer mecanismos para transmitir a las mujeres parlamentarias y a las mujeres políticas que no intervienen en las Reuniones interparlamentarias información sobre las actividades de la Unión Interparlamentaria.
3. Sensibilizar a los hombres sobre las cuestiones relativas a la igualdad de género, alentando su participación en las sesiones del Foro de las Mujeres Parlamentarias.

#### Mesa de mujeres parlamentarias
El Foro de las Mujeres Parlamentarias cuenta con la asistencia de una mesa directiva llamada «Mesa de mujeres parlamentarias» que tendrá entre sus funciones:
- Preparar las sesiones del Foro de las Mujeres Parlamentarias.
- Garantizar la continuidad de las actividades y la coordinación de las iniciativas de las mujeres parlamentarias.
- Garantizar la coordinación entre el Foro de las Mujeres Parlamentarias y los otros órganos de la Unión Interparlamentaria.

La mesa está conformada por las siguientes personas:
- Las mujeres miembros del Comité Ejecutivo, miembros de derecho mientras dure su mandato en el Comité Ejecutivo.
- Las expresidentas de las sesiones del Foro de las Mujeres Parlamentarias, miembros de derecho durante dos años a partir de la fecha en que cesen de presidir las sesiones del Foro.
- Cuatro representantes de cada uno de los grupos geopolíticos que se reúnen en ocasión de las reuniones de la UIP, elegidas en presencia obligatoria, por el Foro de las Mujeres Parlamentarias con un mandato de cuatro años, sin derecho a reelección, y deberá ser reemplazada por una representante perteneciente a otro Parlamento Miembro de la UIP.

### Foro de jóvenes parlamentarios
El Foro de Jóvenes Parlamentarios es un órgano permanente de la UIP destinado a reforzar la representación de los jóvenes en los parlamentos y en la UIP, en términos cuantitativos y cualitativos. Está integrado por los delegados menores de 45 años de la UIP. Se reúne en ocasión de las dos sesiones anuales de la Asamblea. Sus objetivos son los siguientes:
- Reforzar la diversidad y la inclusión a través de una mayor presencia de jóvenes parlamentarios en las Asambleas y reuniones de la UIP.
- Reforzar el aporte de los jóvenes a la UIP integrando su punto de vista en la agenda y en el trabajo de la Organización, y construyendo puentes entre la

UIP y las organizaciones de representación de la juventud.
- Contribuir a la edificación de mejores parlamentos y democracias más fuertes, promoviendo la representación de los jóvenes en los parlamentos y trabajando para los jóvenes activos en política.
- Asegurar un mejor seguimiento y una mejor implementación de las decisiones y recomendaciones enunciadas en la resolución titulada «Participación de los jóvenes en el proceso democrático», que la UIP adoptó en su 122ª Asamblea en Bangkok.

#### Mesa de jóvenes parlamentarios
El Foro de Jóvenes Parlamentarios está representado por una mesa directiva electa denominada «Mesa Directiva del Foro de Jóvenes Parlamentarios», quien dirige sus
trabajos. Está integrada por dos representantes de cada uno de los grupos geopolíticos de la UIP, un hombre y una mujer y debe ser electa cada dos años. La Mesa Directiva será presidida por una presidenta o un presidente, quien será electo entre sus miembros y por estos, que será electo(a) cada dos años, y que será miembro por derecho propio del Comité Ejecutivo. Dicha mesa deberá convocar al Foro de Jóvenes Parlamentarios en consulta con el secretario general, quien aplicará las decisiones pertinentes del Consejo Directivo y la Asamblea. A través de su presidente, deberá: velar por el respeto del reglamento, dar la palabra y someter a votación las cuestiones en debate, y proclamar los resultados de la votación, así como aperturar y declarar cerradas las sesiones.